# Sigma (literă)

Litera grecească Sigma, majusculă și minuscule.

Litera Σ (sigma mare) este o literă din alfabetul grec (corespondent pentru litera S în limba română). 

## Alte utilizări
- matematică: litera Sigma este utilizată pentru a desemna o sumă de elemente[1]
- argou: termenul de "sigma" este folosit pentru a descrie o persoană independentă și introvertită, care nu se conformează la normele tradiționale și operează în afara claselor sociale bine impregnate în prezent.[2][3]